# Hans Henrik Brummer
Hans Henrik Brummer, född 2 juli 1937 i Stockholm, är en svensk konstvetare, museichef och författare.

## Biografi
Hans Henrik Brummer var professor vid University of California at Los Angeles 1965–1971, chef för Zornmuseet i Mora 1972–1989, överintendent för Prins Eugens Waldemarsudde 1989–2006 och för Nationalmuseum med Prins Eugens Waldemarsudde 2001–2002. Som representant för Vitterhetsakademien ingick Brummer fram till 2009 i Stockholms skönhetsråd, där han var ordförande.

## Priser och utmärkelser
- 1998 – Övralidspriset
- 2002 – Konungens medalj
- 2004 – Svenska Akademiens Kungliga pris
- 2007 – Kommendör av Den Kongelige Norske Fortjenstorden
- 2014 – John Landquists pris